# بارنتون سور سر
بارنتون سور سر (به فرانسوی: Barenton-sur-Serre) یک کمون (فرانسه) در فرانسه است که در ان (ا-دو-فرانس) واقع شده‌است. بارنتون سور سر ۸٫۰۵ کیلومتر مربع مساحت دارد.